# ل‌ئودایسی
لُ‌ئودُایسی (به فرانسوی: L'eau d'Issey) عطری برای زنان است که برای طراح مد ژاپنی ایسی میاکه تولید شده‌ است.
«ل‌ئودایسی» در زبان فرانسوی به معنای «آب ایسی» است. این عطر در سال ۱۹۹۲ میلادی معرفی شد. سازنده این عطر ژاک کاوالیه است.
رایحۀ آن یک گل آبزی با نت‌های بالایی از لوتوس، خربزه و فریزیا و پایۀ مُشک سفید چوبی است.
رایحۀ فلانکر برای مردان با عنوان «ل‌ئودایسی پور هوم» در سال ۱۹۹۴ میلادی توسط عطرهای ایسی میاکه معرفی شد.